# 1514

## Esdeveniments
Països Catalans
- 14 de gener: una reial cèdula autoritza el matrimoni entre espanyols i índies americanes.[1]

Resta del món

## Naixements
- 6 de març, Florència: Lorenza Strozzi, compositora, escriptora i religiosa dominica, italiana.[2]

## Necrològiques
Països Catalans
- Tarragona: Alfons d'Aragó, bisbe i president de la Diputació del General de Catalunya.

Resta del món
- 9 de gener, Blois: Anna de Bretanya, reina de França i duquessa de Bretanya[3]
- 11 d'abril, Roma: Donato d'Angelo Bramante conegut simplement per Bramante, arquitecte del Renaixement[4]